# Thomas Sixt

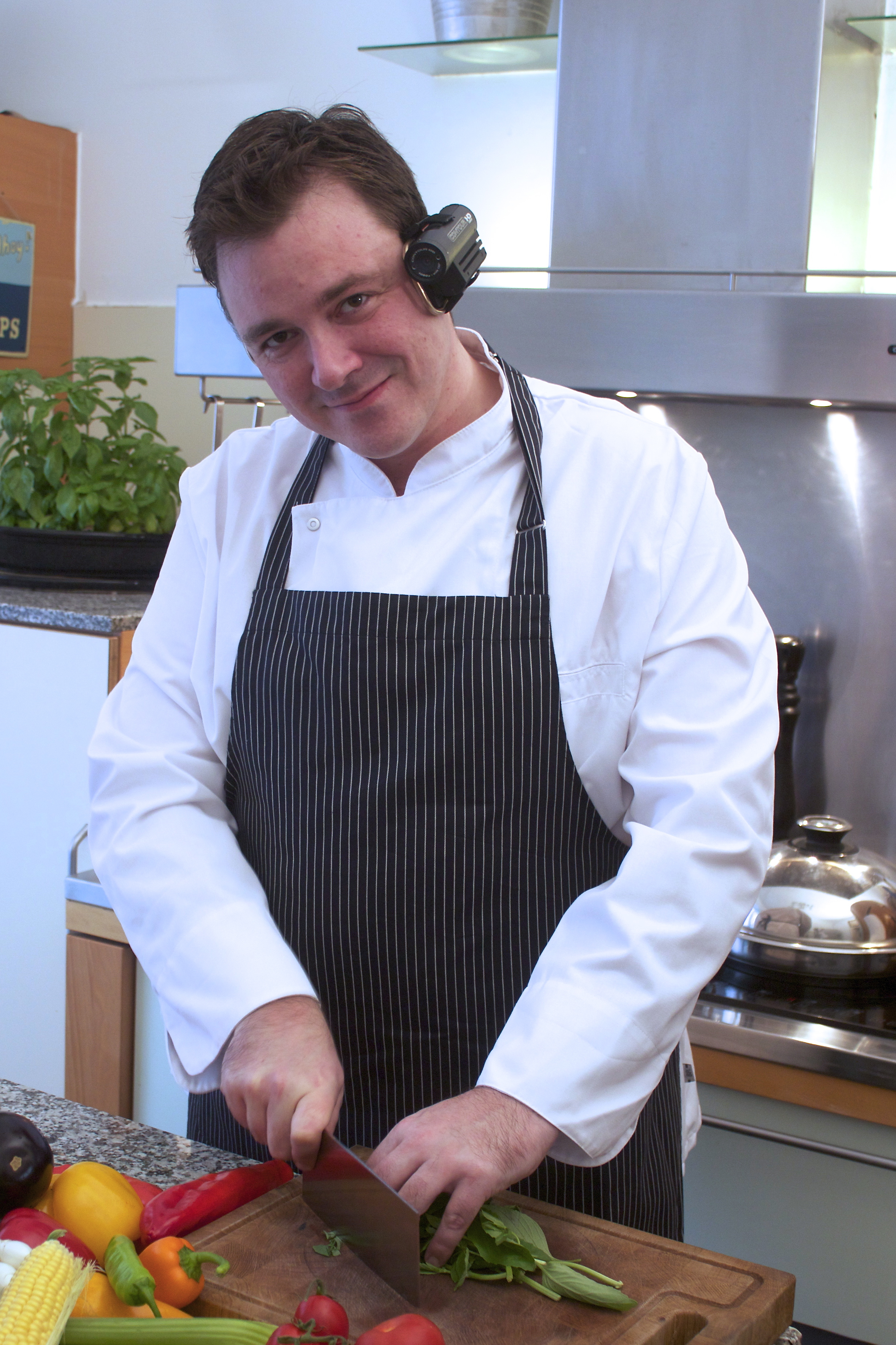
Thomas Sixt (2012)

Thomas Sixt (* 17. März 1975 in Plattling) ist ein deutscher Blogger und Koch.

## Leben
Thomas Sixt absolvierte seine Ausbildung zum Koch ab 1992 bei Alfons Schuhbeck im Kurhausstüberl in Waging am See, ausgezeichnet mit einem Stern im Guide Michelin und 19 Punkte im Gault&Millau. Er arbeitete unter anderem im Restaurant Tantris in München, ausgezeichnet mit 2 Sternen im Guide Michelin und 18 Punkte im Gault&Millau und in der Residenz Heinz Winkler in Aschau im Chiemgau. Er hat eine Ausbildung zum zertifizierten Ernährungstrainer abgeschlossen.
Seit 2019 lebt Sixt in der Nähe von Hannover.

## Berufliche Tätigkeiten
Ab 1997 bot Sixt Kochkurse und Kochevents an. Er kochte in der Folge in mehr als 700 Kochveranstaltungen und Kochkursen für die Küchenfirmen bulthaup, Miele, gorenje und Küppersbusch mit über 12.000 Kunden. Über seine Veranstaltungen wurde dabei national und international berichtet. 2009 kochte er beim deutschen Fernsehpreis Bambi. Für die Zeitschrift „Lust auf Genuss“ kochte er mit Ulrike Kriener und mit Ruth Moschner im Rahmen ihrer Kochshow auf Bild.de. Neben der traditionellen deutschen und bayerischen Küche ist er ein Kenner der österreichischen und internationalen Küche.
Von 2003 bis 2007 unterhielt Sixt eine eigene Kochschule in Wien. Als Ernährungstrainer hatte er sich u. a. auf glutenfreie Diät spezialisiert und bot zu diesem Thema Kochkurse, Beratung und Seminare an. Ab 2010 startete Sixt seine eigene Kochsendung Headcam Cooking bei YouTube. Er trug dabei eine Kamera am Kopf, die die Zubereitung der Rezepte aus Sicht des Kochs zeigt.
Mit der Rezepte Veröffentlichung im Internet startete Sixt ab 1999, ab 2000 bot er erstmals Kochvideos im Internet an.
Im Jahr 2005 erschien sein erstes Kochbuch Der Minutenkoch: schmeckt.schneller. Für die Mary Hahn-Buchreihe schrieb er Fleischgerichte: Grundrezepte und Variationen und fotografierte für Suppen & Eintöpfe: Grundrezepte und Variationen. 2013 folgte Thomas Sixt kocht vor. Für seine Bücher und Publikationen arrangiert und fotografiert er seine Speisen selbst.
In der österreichischen Zeitschrift Gesünder Leben veröffentlicht Sixt seit Februar 2012 monatlich eine kulinarische Kolumne sowie in mehreren Tageszeitungen in Deutschland.

## Werke
- Thomas Sixt: Der Minutenkoch: schmeckt. schneller. Kosmos, Stuttgart 2005, ISBN 3-440-10514-8, S. 117.
- Thomas Sixt: Fleischgerichte: Grundrezepte und Variationen. Kosmos, 2007, ISBN 978-3-440-11252-6, S. 137.
- Thomas Sixt: Suppen & Eintöpfe: Grundrezepte und Variationen. Kosmos, 2007, ISBN 978-3-440-11253-3.
- Thomas Sixt: Die glutenfrei Diät. Kindle Edition, Stuttgart 2013.
- Thomas Sixt: Thomas Sixt kocht vor: [Rezepte und Videos aus Thomas Sixts Küchenalltag]. Amalthea-Verlag, Wien 2013, ISBN 978-3-85002-831-8, S. 189.